# Ayoub Ouhafsa
Ayoub Ouhafsa, né le 14 novembre 1997 à Millau, est un footballeur français, qui évolue au poste d'avant-centre au FC Bavois.

## Biographie
En 2019, il rejoint le Rodez Aveyron Football, promu en Ligue 2. Il dispute son premier match avec le club ruthénois le 26 juillet 2019 dans le cadre de la première journée de championnat, en remplaçant Aurélien Tertereau à la 94e minute.
Il inscrit son premier but en Ligue 2 le 29 novembre 2019, lors de la réception du Havre AC. Il ne peut toutefois empêcher la défaite de son équipe sur le score de 1-2. Il marque un total de trois buts en Ligue 2 cette saison là, la saison étant arrêtée prématurément début mars, à cause de la pandémie de Covid-19.
Le 13 juin 2021, en fin de contrat à Rodez, il s'engage pour une saison plus une en option au Neuchâtel Xamax. En octobre 2021, il se rompt les ligaments croisés à l'entraînement.
En septembre 2023, non conservé par le Neuchâtel Xamax après 32 matchs de deuxième division suisse pour 5 buts, il rejoint le FC Bavois, pensionnaire de troisième division suisse.

## Statistiques
| Saison                | Club                        | Championnat           | Championnat | Championnat | Championnat | Coupe nationale | Coupe nationale | Coupe nationale | Coupe de la Ligue | Coupe de la Ligue | Coupe de la Ligue | Total | Total | Total |
| Saison                | Club                        | Division              | M.          | B.          | P.d.        | M.              | B.              | P.d.            | M.                | B.                | P.d.              | M.    | B.    | P.d.  |
| 2016-2017             | US Colomiers                | CFA                   | 11          | 2           | -           | -               | -               | -               | -                 | -                 | -                 | 11    | 2     | 0     |
| 2017-2018             | US Colomiers                | National 2            | 28          | 4           | -           | 2               | 0               | 0               | -                 | -                 | -                 | 30    | 4     | 0     |
| Sous-total            | Sous-total                  | Sous-total            | 39          | 6           | -           | 2               | 0               | 0               | -                 | -                 | -                 | 41    | 6     | 0     |
| 2018-2019             | Olympique de Marseille rés. | National 2            | 11          | 7           | 2           | -               | -               | -               | -                 | -                 | -                 | 11    | 7     | 2     |
| 2019-2020             | Rodez AF                    | Ligue 2               | 22          | 3           | 2           | 3               | 2               | 0               | 1                 | 1                 | 0                 | 26    | 6     | 2     |
| 2020-2021             | Rodez AF                    | Ligue 2               | 33          | 3           | 0           | 2               | 0               | 0               | -                 | -                 | -                 | 35    | 3     | 0     |
| Sous-total            | Sous-total                  | Sous-total            | 55          | 6           | 2           | 5               | 2               | 0               | 1                 | 1                 | 0                 | 61    | 9     | 2     |
| 2021-2022             | Neuchâtel Xamax             | Challenge League      | 13          | 2           | 0           | 1               | 0               | 0               | -                 | -                 | -                 | 14    | 2     | 0     |
| 2022-2023             | Neuchâtel Xamax             | Challenge League      | 19+2        | 3+0         | 0           | 1               | 1               | 0               | -                 | -                 | -                 | 22    | 4     | 0     |
| Sous-total            | Sous-total                  | Sous-total            | 34          | 5           | 0           | 2               | 1               | -               | -                 | -                 | -                 | 36    | 6     | 0     |
| 2023-2024             | FC Bavois                   | Promotion League      | 17          | 3           | -           | -               | -               | -               | -                 | -                 | -                 | 17    | 3     | 0     |
| 2024-2025             | FC Bavois                   | Promotion League      | 9           | 4           | -           | -               | -               | -               | -                 | -                 | -                 | 9     | 4     | 0     |
| Sous-total            | Sous-total                  | Sous-total            | 26          | 7           | -           | -               | -               | -               | -                 | -                 | -                 | 26    | 7     | 0     |
| Total sur la carrière | Total sur la carrière       | Total sur la carrière | 154         | 24          | 4           | 9               | 3               | 0               | 1                 | 1                 | 0                 | 164   | 28    | 4     |